# Sulfit

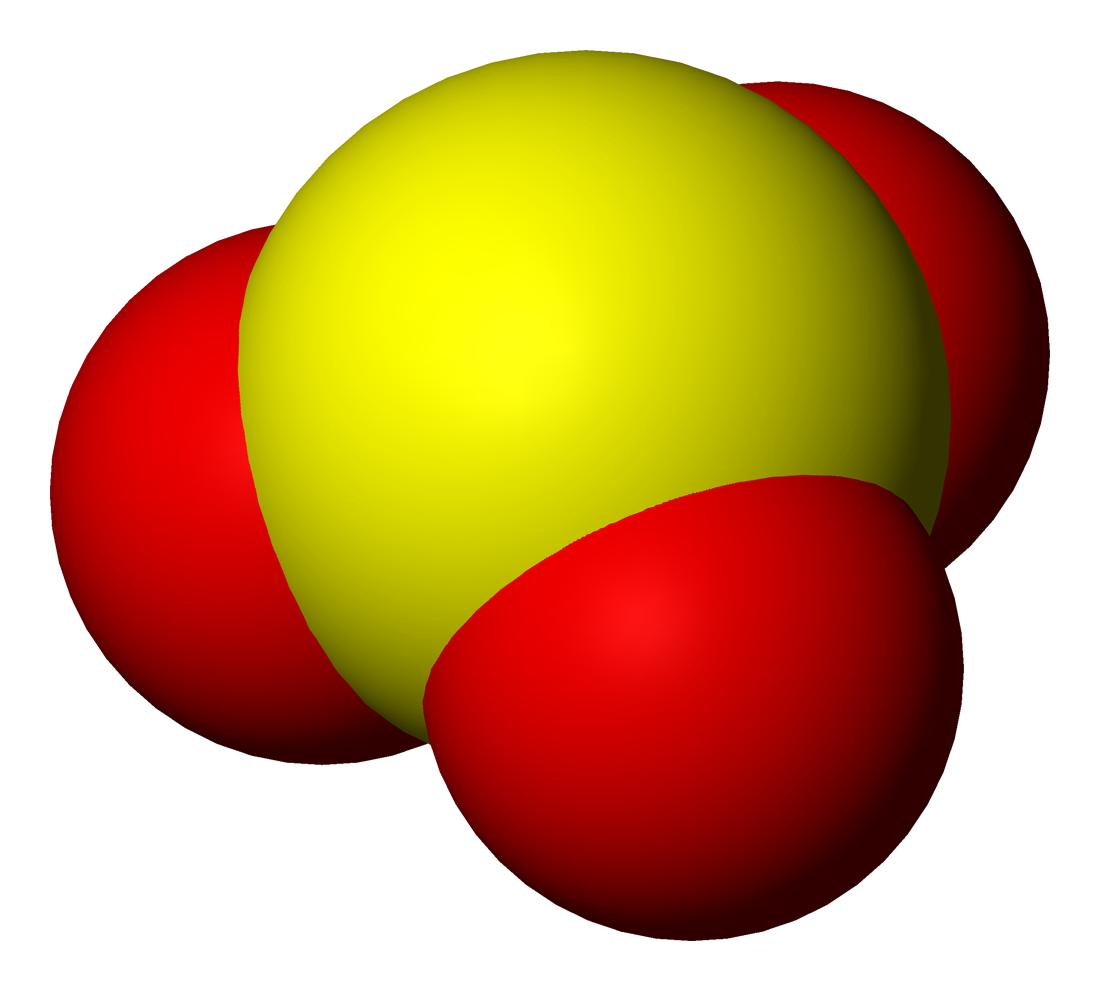
Model 3D al ionului sulfit

Sulfiții sunt compuși care conțin ionul sulfit, SO32-. Ionul sulfit este baza conjugată a bisulfitului. Deși acidul de la care se formează sulfiții (acid sulfuros) este destul de greu de găsit, aceste săruri sunt folosite pe larg.